# 1901年セオドア・ルーズベルト大統領就任式
第26代アメリカ合衆国大統領のセオドア・ルーズベルトの1回目の就任式は、前任のウィリアム・マッキンリーの死の翌日の1901年9月14日土曜にニューヨーク州バッファローの641デラウェア・アベニューにあるアンスリー・ウィルコックス邸で行われた。これは史上5度目かつ20世紀最初の臨時の就任式であり、ルーズベルトの最初の大統領任期（3年171日）の始まりであった。大統領就任宣誓はニューヨーク州西部地区連邦地方裁判所判事のジョン・R・ヘイゼルにより執り行われた。

## 背景
1901年9月6日、ルーズベルト副大統領はシャンプレーン湖で開かれたバーモント州魚類狩猟連盟の昼食会に出席していたところ、マッキンリーが銃撃されたという知らせを聞いた。ルーズベルトはバッファローにかけつけたが、マッキンリーの回復を確認すると、彼は予定していたアディンロンダックのマーシー山へのキャンプとハイキング旅行へ家族と共に出かけた。銃撃事件から1週間後、ルーズベルトは山頂でマッキンリーが死の淵にあることを伝令から聞かされた。ルーズベルトは妻のイーディスと対応策を考え、バッファローでマッキンリーの死を待つことは望まなかった。ルーズベルトは何台もの駅馬車を乗り継いでノースクリーク駅に急いだ。駅でルーズベルトはマッキンリーがその日（9月14日）の午前2時15分に亡くなったという電報を手渡された。ルーズベルトはノースクリークからバッファローまで列車で移動した。バッファローに到着したルーズベルトは1880年代初頭にニューヨーク州知事のグロバー・クリーブランドと共に公務員改革に密接に協力して以来の友人で著名な弁護士であるアンスリー・ウィルコックスの家に招かれた。

## 式典

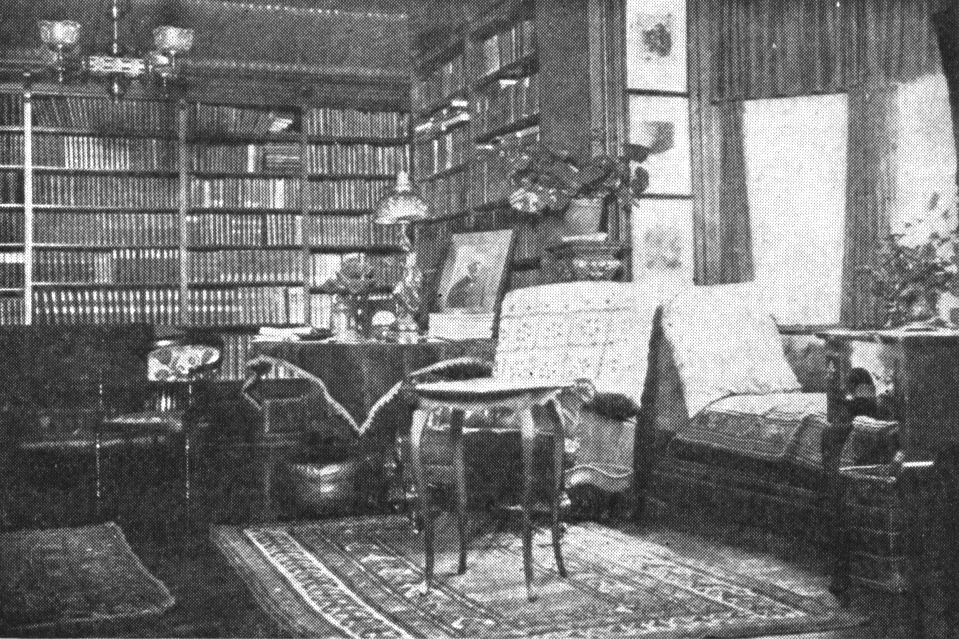
ルーズベルトの宣誓が行われたウィルコックス邸の部屋の内部。

9月14日午後3時、マッキンリー政権の閣僚であるエリフ・ルート陸軍長官、ジョン・D・ロング海軍長官、フィランダー・C・ノックス司法長官、イーサン・A・ヒッチコック内務長官、チャールズ・エモリー・スミス郵政長官、ジェイムズ・ウィルソン農務長官がウィルコックス邸（現在はセオドア・ルーズベルト国立史跡として知られる）に到着した。さらに彼らにヘイゼル判事、ニューヨーク州控訴裁判所のアルバート・ハイト判事、チョーンシー・デピュー上院議員らが同行した。ルーズベルトは図書館で非公式に彼らと会談し、さらに新聞記者も入れたが、写真撮影は禁じられた。そしてルーズベルトは宣誓の準備はできているかという質問に対し、「私は宣誓する。そしてこの深く恐ろしい国家的な傷心の時に、愛する国の平和と名誉のためにマッキンリー大統領の政策を絶対に変えることなく継続することが私の目的であると述べたいと思っている」と答えた。彼の返答の後にヘイゼル判事は宣誓を執り行った。

## 反応
上院議員のマーク・ハンナは「あの忌まわしいカウボーイが大統領になってしまった」と述べて旧来の共和党員の多くが抱いていた不安を表現した。